# Vera Begić
Vera Begić (Rijeka, 17. ožujka 1982.) umirovljena je hrvatska bacačica diska i športska djelatnica. Bivša državna rekorderka u bacanju diska i prva hrvatska diskašica koja je prebacila 60m (2006.).

## Športska karijera
Verina majka Jadranka Antunović bila je skakačica u dalj, bacačica koplja i petobojka te se najecala za nacionalnu momčad SFR Jugoslavije. Kao članica AK Kvarner više puta je osvjala odličja na državnim prvenstvima Jugoslavije.
Zanimanje za atletiku pokazivala je već u ranom djetinjstvu. S dvanaest godina odlčila se posvetiti bacanju diska. Sveukupno je u juniorskoj i mlađesenioskoj kategoriji dvanaest puta osvajala naslov prvakinje Hrvatske. Hrvatski rekord oborila je 21 put.
Kao članica »zlatne generacije« hvatskih juniora i juniorki pod vodstvom trenera Ivana Ivančića, osvojila je srebrna odličja na Svjetskim igrama mladih održanima u Moskvi 1998. i Europskom juniorskom prvenstvu održanom u talijanskom Grosettu 2001. godine. Prije toga je osvojila 4. mjesto na Svjetskom mlađejuniorskom prvenstvu (Bydgoszcz, 1999.) i 5. mjesto na Svjetskom juniorskom prvenstvu (Santiago de Chile, 2000.)
Nastupila je na pet Univerzijada, a najbolji rezultati su joj 4. mjesto 2007. u Bangkoku i 2009. u Beogradu. Natjecala se na dvjema Olimpijskim igrama, u Ateni 2004. i Pekingu 2008., bez značajnijih ostvarenja (22. i 29. mjesto). Ni na jednom od triju nastupa na Europskim prvenstvima nije uspjela proći u završnicu. Nastupila je i na Svjetskom prvenstvu 2009. u Berlinu, gdje je završila na 24. mjestu.
Uz srebro i broncu na Mediteranskim igrama, osvojila je i broncu na Europskome zimskom bacačkom kupu održanom 2009. godine u Španjolskoj.